# Kiels voetbalkampioenschap
Het Kiels voetbalkampioenschap (Duits: Kieler Fußballmeisterschaft) was een regionale voetbalcompetitie uit de stad Kiel en omgeving.
De competitie werd georganiseerd door de Kielse voetbalbond tot 1907, daarna nam de Noord-Duitse voetbalbond het over.
De competitie werd gedomineerd door Holstein Kiel, dat in 1912 ook Duits landskampioen werd. Van 1908 tot 1910 werd de competitie samengevoegd met die van Lübeck, maar ook hier bleef Holstein heer en meester. In 1913/14 werd gestart met één competitie voor heel Noord-Duitsland, enkel kampioen Holstein plaatste zich hiervoor. Het kampioenschap van 1913/14 was daardoor de tweede klasse. Door het uitbreken van de Eerste Wereldoorlog werd deze grotere competitie weer afgeschaft. Na enkele formules van de voetbalbond werd er in 1922 begonnen met een nieuwe grotere competitie, het voetbalkampioenschap van Sleeswijk-Holstein.

## Erelijst
- 1904 FC Holstein Kiel
- 1905 Niet gespeeld
- 1906 FV Holstein Kiel
- 1907 FV Holstein Kiel
- 1908 FV Holstein Kiel
- 1909 FV Holstein Kiel
- 1910 FV Holstein Kiel
- 1911 FV Holstein Kiel
- 1912 FV Holstein Kiel
- 1913 FV Holstein Kiel
- 1914 FC Kilia 02 Kiel (*)
- 1915 Niet gespeeld
- 1916 FV Holstein Kiel
- 1917 SV Holstein Kiel
- 1918 SV Holstein Kiel
- 1919 SV Holstein Kiel
- 1920 SV Holstein Kiel

(*) In seizoen 1913/14 was de competitie de tweede klasse.

## Eeuwige ranglijst
in seizoen 1913/14 was de competitie niet de hoogste divisie. 
| Club                         | /15 | Seizoenen (1903-1904, 1905-1914, 1915-1920) |
| ---------------------------- | --- | ------------------------------------------- |
| Kieler SV Holstein           | 14  | 1903-1904, 1905-1913, 1915-1920             |
| FC Kilia Kiel                | 14  | 1903-1904, 1905-1909, 1910-1914, 1915-1920  |
| 1. Kieler FV 1900            | 12  | 1903-1904, 1905-1914, 1915-1917             |
| FC Borussia 03 Gaarden       | 5   | 1905-1917, 1917-1920                        |
| FV Teutonia Kiel             | 5   | 1911-1914, 1915-1917                        |
| BC 03 Lübeck                 | 3   | 1907-1910                                   |
| SV 05 Lübeck                 | 3   | 1907-1910                                   |
| SC Olympia Neumünster        | 3   | 1913-1914, 1916-1917, 1919-1920             |
| FK Union 08 Kiel             | 3   | 1913-1914, 1915-1917                        |
| TV 1885 Kiel                 | 3   | 1915-1916, 1918-1920                        |
| FK Union-Teutonia 08 Kiel    | 3   | 1917-1920                                   |
| SpV Hohenzollern-Hertha Kiel | 3   | 1917-1920                                   |
| TS 1864 Kiel                 | 2   | 1916-1918                                   |
| SC 08 Friedrichsort          | 2   | 1917-1919                                   |
| SC Concordia 1900 Kiel       | 1   | 1906-1907                                   |
| Seminar FC 07 Lübeck         | 1   | 1909-1910                                   |
| SV 1900 Kiel                 | 1   | 1913-1914                                   |
| Marine SC Kiel               | 1   | 1918-1919                                   |
| TSV Fries-Friedrichsort      | 1   | 1919-1920                                   |

1903/04 · 1905/06 · 1906/07 · 1907/08 · 1908/09 · 1909/10 · 1910/11 · 1911/12 · 1912/13 · 1913/14 · 1915/16 · 1916/17 · 1917/18 · 1918/19 · 1919/20